# Liste des présidents du conseil départemental de la Côte-d'Or
Avant le renouvellement des assemblées départementales de mars 2015, cette instance portait le nom de conseil général.
| Election/Réélection | Identité                            |  | Parti/Tendance       | Qualité                                   |
| ------------------- | ----------------------------------- |  | -------------------- | ----------------------------------------- |
| 1800                | Philippe de Blic                    |  |                      |                                           |
| 1802                | Charles Hernoux                     |  |                      |                                           |
| 1806                | Louis Viardot                       |  |                      |                                           |
| 1807                | Pierre Jacotot                      |  |                      |                                           |
| 1814                | Hubert Barbier de Reulle            |  |                      |                                           |
| 1816                | Antoine Emonin de Dampierre         |  |                      |                                           |
| 1818                | Hubert Barbier de Reulle            |  |                      |                                           |
| 1823                | Antoine Barbier de Reulle           |  |                      |                                           |
| 1824                | Hubert Barbier de Reulle            |  |                      |                                           |
| 1826                | Antoine Le Compasseur de Courtivron |  |                      | Maire de Dijon                            |
| 1831                | Étienne Nicolas Philibert Hernoux   |  | Doctrinaires         | Maire de Dijon                            |
| 1843                | Jules Étienne François Muteau       |  | Centre gauche        | Député de la Côte-d'Or                    |
| 1852                | Théodore Michel Vernier             |  | Bonapartiste         | Maire de Dijon                            |
| 1858                | Jean-Baptiste Philibert Vaillant    |  | Bonapartiste         |                                           |
| 1870                | Denis Mairet                        |  |                      |                                           |
| 1871                | Joseph Magnin                       |  | GR                   | Ministre du Commerce et de l'Agriculture  |
| 1909                | Georges Tainturier                  |  |                      |                                           |
| 1910                | Jules Gagey                         |  |                      |                                           |
| 1911                | François Guillemard                 |  |                      |                                           |
| 1912                | Henri Tenting                       |  | GD                   | Député de la Côte-d'Or                    |
| 1913                | Pierre Jossot                       |  |                      |                                           |
| 1920                | Claude Chauveau                     |  |                      | Sénateur de la Côte-d'Or                  |
| 1940                | Émile Vincent                       |  |                      | Sénateur de la Côte-d'Or                  |
| 1945                | Jean Bouhey                         |  | SFIO                 | Député de la Côte-d'Or                    |
| 1951                | Robert Kuhn                         |  | DVD                  |                                           |
| 1951 1958           | Marcel Roclore                      |  | CNIP                 | Député de la Côte-d'Or                    |
| 1966                | Jean Veillet                        |  | CNIP                 | Maire de Dijon                            |
| 1975                | Henri Jurien de La Gravière         |  | DVD                  |                                           |
| 1979                | Pierre Palau                        |  | PS                   |                                           |
| 1982                | Robert Poujade                      |  | RPR                  | Député de la Côte-d'Or, maire de Dijon    |
| 1988                | Henry Berger                        |  | RPR                  | Député de la Côte-d'Or                    |
| 1994 2001           | Louis de Froissard de Broissia      |  | RPR puis UMP         | Député, sénateur de la Côte-d'Or          |
| 2008 2015 2021      | François Sauvadet                   |  | UDF puis NC puis UDI | Député de la Côte-d'Or, maire de Vitteaux |